# Коронавірусна хвороба 2019 на Канарських островах
Епідемія коронавірусної хвороби 2019 на Канарських островах — це поширення пандемії коронавірусної хвороби 2019 на територію автономного співтовариства в складі Королівства Іспанія Канарські острови. Перший випадок хвороби на островах зареєстрований 31 січня 2020 року в німецького туриста на острові Гомера.

## Хронологія
31 січня 2020 року зареєстрований перший випадок коронавірусної хвороби на Канарських островах у німецького туриста на острові Гомера. 24 лютого підтверджений другий випадок на островах у лікаря з італійської провінції Ломбардія, який був на відпочинку на острові Тенерифе. Після цього на острові виявлено кілька випадків хвороби в осіб, які контактували з цим лікарем.
11 травня на острови прибув літак авіакомпанії «Iberia Express» з Мадрида, який був повністю заповнений пасажирами, що спричинило занепокоєність щодо безпеки подорожуючих через відсутність соціальної дистанції в літаку.